# Brecciarola
Brecciarola, chiamata anche Brecciarola di Chieti, è una frazione del comune di Chieti che conta circa 3000 abitanti. Gli abitanti sono chiamati brecciarolesi.

## Geografia fisica
L'insediamento di Brecciarola definisce un aggregato rurale dal carattere moderatamente accentrato dislocato tra le quote di 58/59 m.s.m. a sud del fiume Pescara e a sud-ovest di Chieti.
Il suo territorio risulta delimitato dal fiume Pescara a nord, dal fosso Calabrese a ovest che lo separa dai comuni di Casalincontrada e Manoppello, medesimo confine a sud e la contrada S. Filomena-Tratturo di Chieti a est.
La frazione dista 10 km dalla parte alta di Chieti e 5 km dalla parte bassa della città (cioè Chieti Scalo) a cui è collegata dalla SS5 Via Tiburtina Valeria, che ricalca il tracciato dell'omonima via romana che collegava Roma con Pescara; la statale taglia la frazione in due parti. Sviluppandosi lungo la Tiburtina, Brecciarola ha una forma allungata, stretta fra i vicini comuni di Manoppello e Casalincontrada. A quest'ultimo comune la frazione è collegata da due strade perpendicolari alla Tiburtina.

## Origini del nome
Il toponimo attuale, frequente, allude alla conformazione del terreno di natura brecciosa, ma breccia rimanda anche al latino tardo briccia, a sua volta da una base mediterranea bricco che allude ad un rilievo roccioso e comunque erto.

## Storia
Gran parte della storia del piccolo borgo rurale si concentra intorno alle vicende patrimoniali della località Succeto (a nord-est dell'abitato) associata a Reja, ossia Villareia ora in territorio di Cepagatti e in particolare ai rapporti con il monastero di Montecassino che da epoca remota ne era in possesso.
All'epoca, il territorio di Succeto era coperta da una fitta foresta che già nella seconda metà del XVI secolo a.C. risultava, tuttavia, in parte disboscata tanto che Chieti poteva darne i terreni in affitto proprio allo scopo di compensare Montecassino.
Successivamente si provvederà alla vendita di quella che era definita una colonia su un insieme di terreni di cui la città disponeva e comunque tutelava la parte a foresta, vietandone il disboscamento tanto da non permettere neanche di fare la legna per le riparazioni della barca (ponte in legno che collegava le due sponde), copertura forestale della cui importanza si aveva l'esatta percezione e la concessione a prelevare legna era fatta sotto la condizione di non danneggiare la selva.

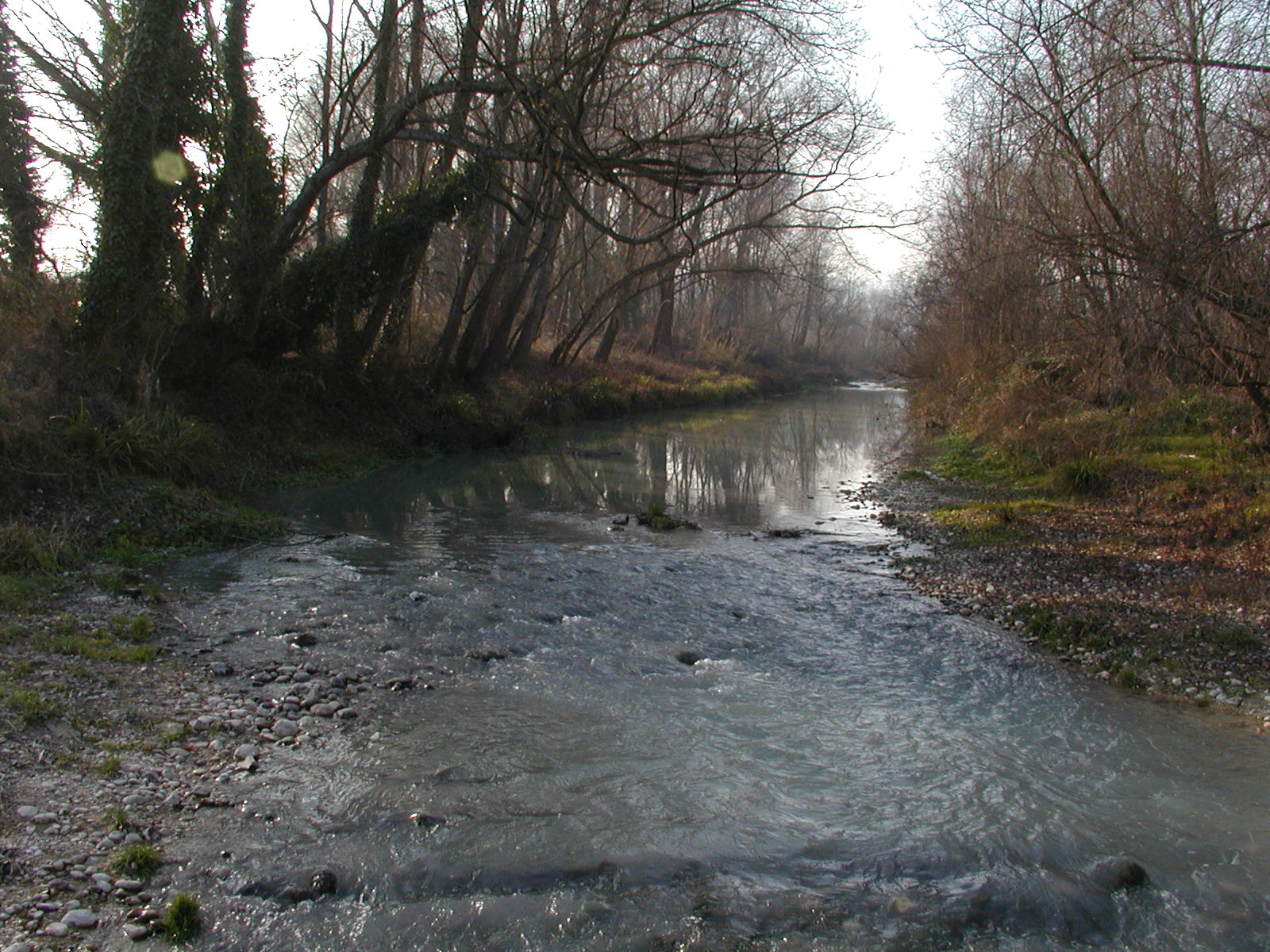
Fiume Pescara

Si trattava dunque di un luogo in parte disboscato per dedicarlo ai coltivi e in parte conservato come patrimonio forestale da tutelare: Succeto infatti è un'aferisi di s(amb)u(c)ceto che rimanda al latino regionale sambucetum collettivo da sambucus per indicare un luogo dove vegetano i sambuchi.
Questo stato di cose si inquadra nell'ambito del contenzioso risolto con Montecassino per il possesso dell'area e in particolare da un titolo di remota origine e un uso più recente attinente alla disponibilità per la città del luogo. Ciò non impedì, anche forse per il contenzioso risolto con Montecassino, che Chieti finisse per alienare il possesso a favore della famiglia Valignani, che acquistava nella prima metà del XVII secolo entrambi i feudi rustici, ossia Reja da un lato del Pescara e Succeto dall'altro, mantenendone il possesso fino alla metà del XVIII secolo, ossia per quasi un secolo.
I Mezzanotte a loro volta continuarono le attività di coltivazioni, assegnando parti di terreni a uomini che dettero nome ai casati (Casato Melideo; Casato Cavalli; Casato De Luca; Casato Malpenso ecc) e costruirono una residenza al centro del piccolo borgo, che veniva usata durante le battute di caccia e per accogliere gli ospiti nobili di allora. Dopodiché la proprietà tornò a Chieti per volontà degli stessi Valignani.
Brecciarola prese il nome attuale nel 1932.

## Monumenti e luoghi d'interesse

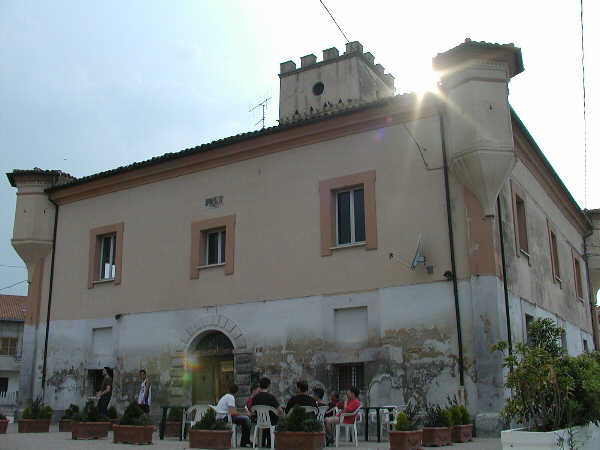
Il Casone

Sono presenti nella frazione la fonte dell'Augello, o fonte Bovinum, e un lavatoio pubblico che sfrutta le acque sorgive della stessa fontana. La fontana fu restaurata una prima volta nel 1792 dal Camerario Interino Barone Marco Antonio Paini; sul fronte della fontana sono apposti uno stemma e una targa in pietra che ricordano il passaggio dei Reali nella frazione durante la fuga verso la Puglia nel 1943.
Al centro della contrada sorge un palazzo nobiliare, detto Casone. Nella stessa piazza è presente la chiesa di San Bartolomeo: di stile moderno, è stata realizzata negli anni 1960, e la sua struttura è semplice, rettangolare con facciata triangolare il cui ingresso è preceduto da piccolo portico. L'interno è a navata unica con soffitto a capriate.

## Sport
Nella frazione è presente un campo da golf.